# Ніколя Фатіо де Дюїє
Ніколя Фатіо де Дюїє (фр. Nicolas Fatio de Duillier також зустрічається написання Faccio або Facio; 26 лютого 1664 — 12 травня 1753) — математик, натураліст і винахідник швейцарського походження. Більшу частину дорослого життя провів в Англії та Голландії.
Член Лондонського королівського товариства. Відомий своїм внеском в астрономію і теорію гравітації. Мав тісні стосунки з Гюйгенсом і Ньютоном. Відзначається його роль в суперечці Ньютона з Лейбніцем. Винайшов технологію застосування дорогоцінного камення в якості підшипників в механічних годинниках.

## Біографія

### Ранні роки
Ніколя Фатіо народився в Базелі в 1664 році в сім'ї вихідців з Італії, Жана-Батиста і Катрін Фатіо. Був сьомим з дев'яти дітей (два брата і сім сестер). Жан-Батист отримав у спадок від батька значний капітал, і в 1672 році перевіз сім'ю в будинок, який він купив у Дьюлле, в двадцяти кілометрах від Женеви.
Жан-Батист, правовірний кальвініст, мріяв щоб син став пастором, в той час як Катрін, лютеранка, хотіла знайти йому місце при одному із протестантських княжих дворів Німеччини. Всьому цьому Ніколя вважав за краще наукову кар'єру. З 1678 по 1680 рік він навчався в Académie de Genève (нині Женевський університет), де став протеже ректора, Жан-Робера Шуе (Jean-Robert Chouet), — видного вченого картезіанця. У 18-річному віці Ніколя написав листа Джованні Кассіні, директору Паризької обсерваторії, в якому запропонував новий метод визначення відстаней від Землі до Сонця і Місяця, а також пояснення форми кілець Сатурна. За допомогою Шуе, навесні 1682 року Фатіо відправився в Париж і був тепло прийнятий Кассіні.
У тому ж році Кассіні опублікував результати своїх досліджень зодіакального світла. Фатіо повторив спостереження Кассіні в Женеві, і в 1685 році запропонував важливе доповнення до теорії Кассіні, яке було опубліковане в березневому номері журналу Nouvelles de la république des lettres в Шуе .
В 1684 Фатіо познайомився з п'ємонтським графом Фенілом, який переховувався в будинку діда Ніколя по материнській лінії, після суперечки з герцогом Савойським і Людовіком XIV. Феніл розповів Ніколя про свій план викрадення голландського принца Вільгельма Оранського. Ніколя розкрив план Феніла Жильберу Бурне і відправився з ним в Голландію, щоб попередити Вільгельма про змову.
У Голландії Ніколя зустрівся з Гюйгенсом, з яким він почав спільну роботу над теорією нескінченно малих величин. Натхнений Гюйгенсом, Фатіо склав список виправлень до роботи Е. фон Чірнгауза з диференціюванн функцій. За поданням Гюйгенса, голландська влада висловили намір присвоїти Фатіо звання професора. Хоча ці плани були відкладені, навесні 1867 Фатіо отримав дозвіл відвідати Англію, де він сподівався познайомитися з Робертом Бойлем.

### В Англії
Прибувши до Лондона в 1687 році, Фатіо познайомився з Джоном Валлісом, Джоном Локом, Річардом Гемпденом і його сином Джоном Гемпденом, а також з іншими важливими представниками партії вігів. У той же час, Фатіо не залишав занять математикою: він отримав нові рішення «завдання арктангенса» в області звичайних диференціальних рівнянь; математик Анрі Жустель представив його в Королівське товариство.
У червні 1687 року Фатіо почав відвідувати засідання Товариства, що дозволило йому дізнатися про майбутню публікацію «Математичних начал натуральної філософії» Ньютона. Взимку того ж року Фатіо відправився в Оксфорд, де взяв участь в дослідженні одиниць вимірювання давнини спільно з професором астрономії Едвардом Бернардом.
2 травня 1688 року Фатіо був обраний членом Королівського товариства. У тому ж році він зробив доповідь на тему теорія механічної гравітації Гюйгенса, яку він спробував з'єднати з законом тяжіння Ньютона.
Особисті перспективи Фатіо, як протестанта, покращилися в результаті «славної революції» в Англії (1688 рік), в результаті якої замість католика Якова II на британський трон зійшов голландський принц-протестант Вільгельм III Оранський.
Влітку 1698 року Фатіо зміцнив свою репутацію вченого, супроводжуючи Гюйгенса під час візиту до Лондона.
Перша зустріч Фатіо з Ньютоном відбулася на засіданні Королівського товариства 12 червня 1689 року. Ньютона зачарували розум і кмітливість Фатіо і вони незабаром стали близькими друзями; Ньютон навіть запропонував Фатіо спільне проживання: «Я … був би надзвичайно радий оселитися разом з вами. Я привезу з собою всі свої книги і ваші листи» .
У 1690 році Фатіо написав листа Гюйгенсу, в якому виклав свою версію теорії гравітації, розширена версія яка пізніше стала відома як теорія гравітації Лесажа. Фатіо також оголосив свій лист Гюйгенсу на засіданні Королівського товариства.
Навесні 1690 року Фатіо відправився в Голландію в якості наставника двох племінників Джона Гемпдена. У Гаазі, Фатіо спільно з Гюйгенсом склав перелік помилок до ньютоновських « Начал». В цей же час Гюйгенс ознайомив Лейбніца з деякими роботами Фатіо з диференційних рівнянь. У вересні 1691 року Фатіо повернувся до Лондона у зв'язку зі смертю одного з учнів. Після смерті Едуарда Бернара Фатіо намагався отримати місце, що звільнилося, Савіліанівського професора астрономії в Оксфорді, але безуспішно.
Саме Фатіо переконав Ньютона опублікувати перший опис його варіанта математичного аналізу «Про квадратуру кривих» (лат. De quadratura curvarum '. Він також розраховував на спільну нову редакцію ньютоновских «Начал», яка включила б у себе його власну теорію гравітації. До кінця 1691 року Фатіо зрозумів, що Ньютон не цікавиться подібним розвитком роботи, але він як і раніше сподівався на спільне з Ньютоном виправлення тексту «Начал». У листі Гюйгенсу Фатіо писав: «я, можливо, міг би взятися за це сам, так як не знаю нікого, хто так добре і глибоко розуміє велику частину цієї книги».
Ньютон запропонував Фатіо жити з ним в Кембриджі в якості асистента, але Фатіо відмовився, вважаючи за краще самостійне продовження академічної кар'єри. Влітку 1694 року за рекомендацією Джона Лока отримав місце наставника (тьютора) Райотслі Рассела, спадкоємця Вільяма Рассела, першого герцога Бедфорда. Пішов за своїм учнем в Оксфорд, а потім — до Голландії (1697—1698). У 1699, 1700 і 1701 роках відвідував Швейцарію.

### Суперечка Ньютона з Лейбніцем
Ознайомившись з книгою Ньютона про квадратуру кривих (De quadratura curvarum), Фатіо зрозумів, що Ньютон вже довгий час мав уявлення про принципи диференціального й інтегрального числення, що робило його власні відкриття в цій галузі запізнілими, про що Фатіо повідомив Гюйгенсу в 1692 році. У 1696 році близький до Лейбніца математик Йоганн Бернуллі склав задачу про Брахістохрон, запропонувавши її як тест на перевірку розуміння принципів математичного аналізу. Свої рішення представили Ньютон, Яків Бернуллі, Лейбніц, Лопіталь і Чирнгауз .
У 1699 році Фатіо опублікував статтю з дослідження тіл обертання, в якій він розглянув задачу про Брахістохрона і іншу задачу, що стосується розділу математики, пізніше отримав назву"варіаційного обчислення". При цьому Фатіо зазначив, що отримані ним результати раніше були викладені в другому томі «Почав» Ньютона. Вказуючи на цей факт, а також на свої власні роботи 1687 року, Фатіо спростовував домагання Лейбніца і його школи на пріоритет у відкритті диференціального й інтегрального числення .
Ця заява Фатіо викликала роздратовану відповідь Йоганна Бернуллі і Лейбніца в журналі Acta eruditorum. Лейбніц підкреслив, що Ньютон сам визнав в «Началах», що він, Лейбніц, незалежно від нього відкрив метод математичного аналізу. Відповідь Фатіо була опублікована в скороченому виді в 1701 році. Фатіо також обговорював історію відкриття матаналізу і свою теорію гравітації з Якобом Бернуллі. Ці листи і статті Фатіо часто розглядаються як передісторія запеклого спору про пріоритет, які розпочалися між Ньютоном і Лейбніцем в 1710-х роках.

### Внесок в годинникову справу
У 1690-і роки Фатіо відкрив метод свердління рубінів з використанням алмазного інструменту. Алмазне свердло дозволяло робити в рубін отвори невеликого діаметра з дуже рівними краями; просвердлені таким чином рубіни могли бути використані в якості годинникових каменів, які підвищують точність і довговічність механічних годинників. Фатіо намагався привернути увагу паризьких годинникарів до свого винаходу, але безуспішно.
Повернувшись до Лондона, Фатіо звернувся з пропозицією до братів гугенотів Петеру та Якову Дебофрам (Debaufre або De Baufre), які мали магазин годинників на Черч-Стріт в Сохо. У 1704 році Фатіо і брати Дебофри отримали патент терміном на 14 років, що давав їм виняткове право використання часових каменів в Англії. Пізніше вони безуспішно намагались розширити патент, отримати «єдине застосування [з] дорогоцінних камені і більш поширити в годинниках». .
У березні 1705 року в Королівському товариствів Фатіо продемонстрував годинник з використанням каміння. У 1717 годинник сконструйований Фатіо придбав Річард Бентлі, — декан Трініті-коледжу, де викладав Ньютон. Пізніше Фатіо просив дозволу Ньютона на використання його імені в рекламі годинників з камінням.
Годинники на каменях до 1768 року виготовлялися виключно в Англії, коли вперше на континенті цей метод освоїв швейцарський годинникар Фердинанд Берту. З тих пір рубінове каміння повсюдно використовуються в якісних механічних годинниках.

### Останні роки
З початку 1700-х років Фатіо стали пов'язувати з лондонськими представниками радикальних французьких протестантів, т. Н. « камізарів», відомих також як «французькі пророки». Британський уряд підозрював, що камізари затівають політичні інтриги, і в 1707 році Фатіо, а також Елі Маріон і Жан Доде (Daudé) були викликані в королевський суд за звинуваченнями, висунутими проти них французькою протестантською церквою в Англії. Всі троє були визнані винними в підбурюванні до заколоту і засуджені до ганебного стовпа. 2 грудня 1707 Фатіо стояв на ешафоті на Чарінг-Кросс з написом на капелюсі, яка назвала його пособником в поширенні «злих і фальшивих пророцтв». Лише заступництво герцога Ормонда, у брата якого, лорда Аррана, свого часу Фатіо був тьютором, дозволило уникнути насильства натовпу.
Фатіо вірив в легенду про воскресіння Томаса Імеса — відомого в той час цілителя і пророка, що викликало глузування й осуд з боку його брата. У 1711 році Ніколя відвідав Берлін, Халле та Відень, як емісар «французьких пророків». У 1712—1713 рр. з тією ж метою об'їхав Стокгольм, Константинополь, Смірну і Рим, а також побував в Пруссії.
Після повернення до Англії пішов у Вустер, де присвятив себе науковим заняттям, включаючи алхімію і вивчення християнської каббали.
У 1732 році, користуючись сприянням Джона Кондуїта, чоловіка племінниці Ньютона, Фатіо безуспішно намагався отримати нагороду за порятунок Вільгельма Оранського від викрадення графом Фенілом. У той же час допомагав Кондуіту в проектуванні надгробного пам'ятника Ньютону в Вестмінстерському абатстві.
Помер 28 квітня або 12 травня 1753 року в Медресфілді і був похований в церкві Св. Миколи в Вустері. Швейцарський фізик Жорж-Луї Ле Саж згодом придбав роботи Фатіо, багато з яких знаходяться на даний час в бібліотеці Женевського університету.

## Брат
3 квітня 1706 року старший брат Ніколя, Жан-Крістоф Фатіо, був обраний членом Королівського товариства. Серед його робіт — опис сонячного затемнення в Женеві 12 травня того ж року; опубліковано в Philosophical Transactions. Помер 18 жовтня 1720 року в Женеві. Дітей не мав.

## Праці
- Fatio de Duillier, N .: De la cause de la Pesanteur, 1690—1701, Bopp edition. On pp. 19-22 is an introduction by Bopp (in German). Fatio's paper starts at the end of p . 22 (in French).
- Fatio de Duillier, N .: De la Cause de la Pesanteur[недоступне посилання з грудня 2017] , 1690—1743, Gagnebin edition. For an introduction by Gagnebin, see Introduction[недоступне посилання з грудня 2017]
- Fatio de Duillier, N .:"Letters no. 2570 [Архівовано 16 листопада 2020 у Wayback Machine.], pp. 384—389 and 2582 [Архівовано 15 грудня 2018 у Wayback Machine.], pp. 407—412, 1690, Huygens Oeuvres, Vol. IX. These letters contain the first written expositions of his theory . Huygens gave an answer in letter no. 2572 [Архівовано 21 листопада 2020 у Wayback Machine.])

## Твори

### Книги
За життя Фатіо був автором таких праць, опублікованих у формі книги:
- Epistola de mari æneo Salomonis («Лист про Соломонове мляве море»), в книзі Едварда Бернарда «De Mensuris et Ponderibus antiquis Libri tres» («Про давні міри і ваги, у трьох книгах»), 8во, Оксфорд, 1688
- Lineæ brevissimæ descensus investigatio geometrica duplex, cui addita est investigatio geometrica solidi rotundi in quo minima fiat resistentia («Подвійне геометричне дослідження лінії найкоротшого спуску, до якого додається геометричне дослідження обертання твердого тіла, що дає мінімальний опір»), 4to, Лондон, 1699
- Фруктові стінки покращилися, схиливши їх до горизонту , членом Королівського товариства (підписаний NFD), 4to, Лондон, 1699
- Н. Facii Duillerii Neutonus. Еклога. («Ньютон Фатіо де Дюїє. Еклога.»), 8во, Оксфорд, 1728
- Навігація вдосконалена: це головним чином метод визначення широти в морі, а також по суші, беручи будь-яку належну висоту, з часом між спостереженнями , сл., Лондон, 1728

Разом із Жаном Олютом, Елі Маріон та іншими «французькими пророками» Фатіо видав пророцтво з назвою « Plan de la Justice de Dieu sur la terre dans ces derniers jours et du relévement de la chûte de l'homme par son peche» («План Божої справедливості на землі в ці останні дні та звільнення падіння людини через його гріх») 2 частини, 8во, 1714, з яких у тому ж році з'явилася латинська версія.

### Періодика
У періодичних виданнях Фатіо публікував такі праці:
- Lettre sur la manière de faire des Bassins pour travailler les verres objectifs des Telescopes («Лист про спосіб виготовлення тазиків для шліфування окулярів, об'єктивів телескопів»), Journal des sçavans, Париж, 1684 р.
- Lettre à M. Cassini touchant une lumière extraordinaire qui paroît dans le Ciel depuis quelques années («Лист до пана Кассіні щодо зодіакального світла, яке з'являлося на Небі протягом декількох років»), у «Бібліотеці Всесвіту та Історії» Жана Леклерка, вип. III, Амстердам, 1686
- Réflexions sur une méthode de trouver les tangentes de certaines lignes courbes, qui vient d'être publiée dans un livre intitulé: Medicina Mentis («Роздуми про спосіб пошуку дотичних певних кривих, нещодавно опубліковані в книзі під назвою Medicina Mentis»), Bibliothèque Universelle et Historique, вип. V, 1687 рік
- Excerpta ex suâ responsione ad excerpta ex litteris J. Bernouilli («Витяги з його відповіді на уривки листа Йогана Бернуллі»), Acta Eruditorum, Лейпциг, 1700
- «Epistola ad fratrem Joh. Christoph. Facium, qua vindicat Solutionem suam Problematis de inveniendo solido rotundo seu tereti in quo minima fiat resistentia» («Лист до свого брата Жана Крістофа Фатіо, виправдовуючи його рішення проблеми твердого тіла революції, що виробляє мінімальний опір»), Філософські угоди, вип. XXVIII, с. 172–6, 1713
- «Чотири теореми з їх демонстрацією для точного визначення паралаксу Сонця», Miscellanea curiosa mathematica, вип. II, ні. 1 (Лондон, 1745)

Фатіо також вносив статті з астрономії та давньоєврейських одиниць виміру майже до кожного номера «Джентльменського журналу» за 1737–38.

### Рукописи
Після смерті Фаціо залишив ряд рукописів, деякі з яких перейшли в руки доктора Джеймса Джонстона з Кіддермінстера. Інші придбав професор Жорж-Луї Лесаж із Женеви, який зібрав велику колекцію листів Фатіо, яка зараз знаходиться в Женевській Бібліотеці.  Кілька робіт та листів Фатіо знаходяться в Британській бібліотеці. Серед них — латинська поема під назвою N. Facii Duellerii Auriacus Throno-servatus («Збережений помаранчевий трон Н. Фаціо де Дюїє», Addit. MS. 4163), що містить розповідь про змову графа Феніля проти Принца Вільгельма Оранського, а також описав Ювелірні годинники Fatio. Серія листів до сера Ганса Слоуна (ib. 4044) поширюється з 1714 по 1736 рр. Інші його листи містяться у fasciculus 2 C. Hugenii aliorumque seculi xvii. virorum celebrium Exercitationes Mathematicæ et Philosophicæ , 4to, Гаага, 1833.

### Посмертні публікації
Деякі листи Фатіо були включені в томи кореспонденції комплітетів «Евр» («Повні праці») Крістіана Гюйгенса (опубліковані між 1888 і 1950 рр. Голландською академією наук) та в «Листуванні Ісаака Ньютона» (опубліковані між 1959 і 1977 р. Royal Society). Трактат Фатіо, що описує його роботу над теорією гравітації під тиском, циркулював за його життя лише як рукопис. Цей твір було опубліковано, незадовго після його смерті, у двох незалежних наукових виданнях